# Tamburlaine

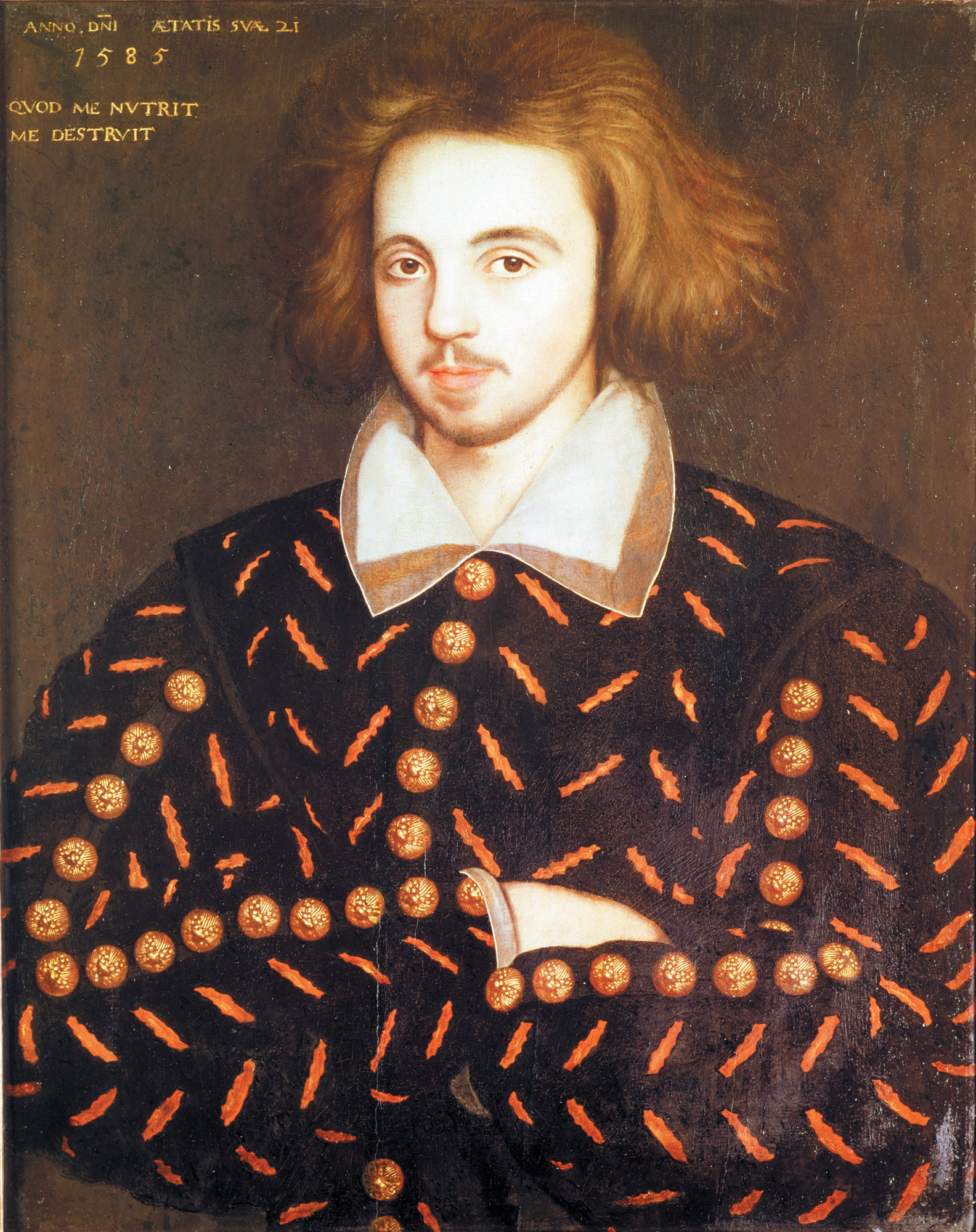
Retrato anônimo, possivelmente Christopher Marlowe, em Corpus Christi College, Cambridge.

Tamburlaine the Great é uma peça teatral em duas partes de autoria do poeta elisabetano Christopher Marlowe. A obra é vagamente  baseada na vida do imperador da Ásia Central Tamerlão e pode ter sido escrita entre 1585 e 1587. Tamburlaine é considerado um marco no teatro público da era elisabetana e representa um distanciamento das peças de linguagem desleixada e das tramas ordinárias dos primeiros dramaturgos do período Tudor. Seu texto traz a novidade de uma linguagem renovada e vívida, além de cenas memoráveis e certa complexidade criativa. Ao lado de A Tragédia Espanhola de Thomas Kyd, pode-se considerar a peça Tamburlaine como o primeiro grande sucesso do palco londrino.
Marlowe, geralmente considerado o melhor autor do frupo conhecido como "university wits", influenciou dramaturgos por muitas eras. Os ecos da linguagem bombástica e ambiciosa de Tamburlaine ressoaram até os dias em que os puritanos proibiram atividades teatrais em 1642. Conquanto Tamburlaine seja considerada de qualidade inferior aos grandes dramas do período elisabetano, e também do período seguinte, a sua importância, em especial sua contribuição para o drama com o uso pioneiro de versos brancos, constitui um mérito amplamente reconhecido.
É de se notar, além disso, que muito embora o verdadeiro Tamerlão fosse de origem turcomena e pertencesse à nobreza, Marlowe o retrata como um pastor integrante do povo cita, que ascende de origens humildes ao posto de imperador.

## Enredo

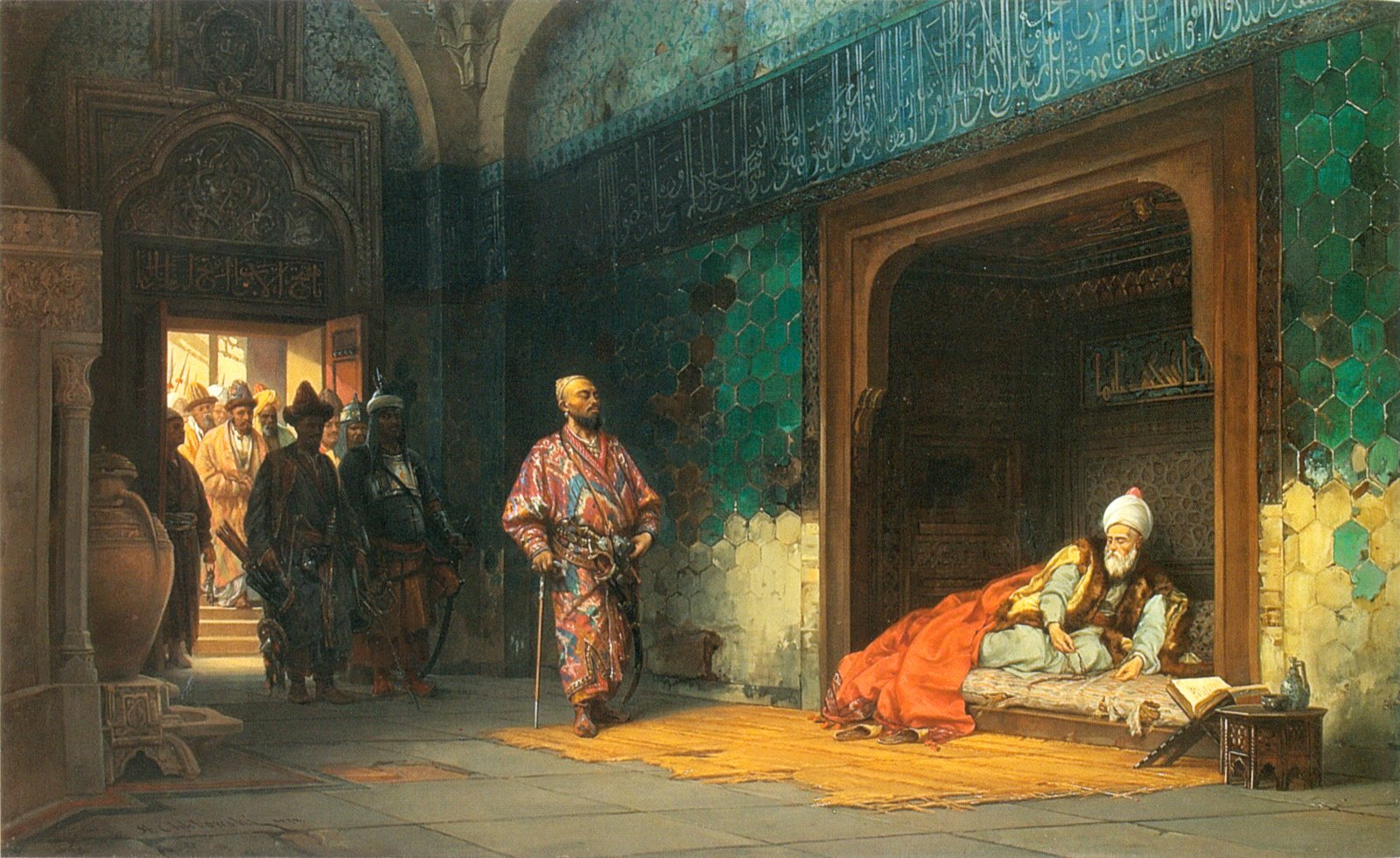
O sultão Bajazet prisioneiro de Tamburlaine (1878), por Stanisław Chlebowski

A primeira parte da peça tem início em Persépolis. O imperador persa Mycetes envia tropas para Tamburlaine, então um pastor cita, e, até certa altura, apenas um bandido errante. Logo na mesma cena, o irmão de Mycetes, Cosroe, trama contra ele para assumir-lhe o posto de imperador.
A cena muda para a Cítia, onde Tamburlaine aparece conquistando Zenocrate, a filha de um rei egípcio. Confrontado por soldados de Mycetes, Tamburlaine persuade os soldados e depois Cosroe a se juntarem a ele para lutarem contra Mycetes. Conquanto ele prometesse a Cosroe o trono persa, Tamburlaine abjura de sua promessa e tão logo derrota Mycetes toma para si o controle do Império Persa.
Agora uma figura importante, Tamburlaine volta sua atenção a Bajazet, o imperador dos turcos. Ele derrota o imperador e seus consortes, capturando Bajazet e sua esposa Zabina. O vitorioso Tamburlaine mantém o imperador turco preso e o alimenta com migalhas de sua mesa, libertando Bajazet apenas para usá-lo como uma banqueta. Bajazet acaba matando-se ao descobrir que Tamburlaine continua vitorioso em suas incursões. Após encontrar o corpo do marido, Zabina também comete suicídio.

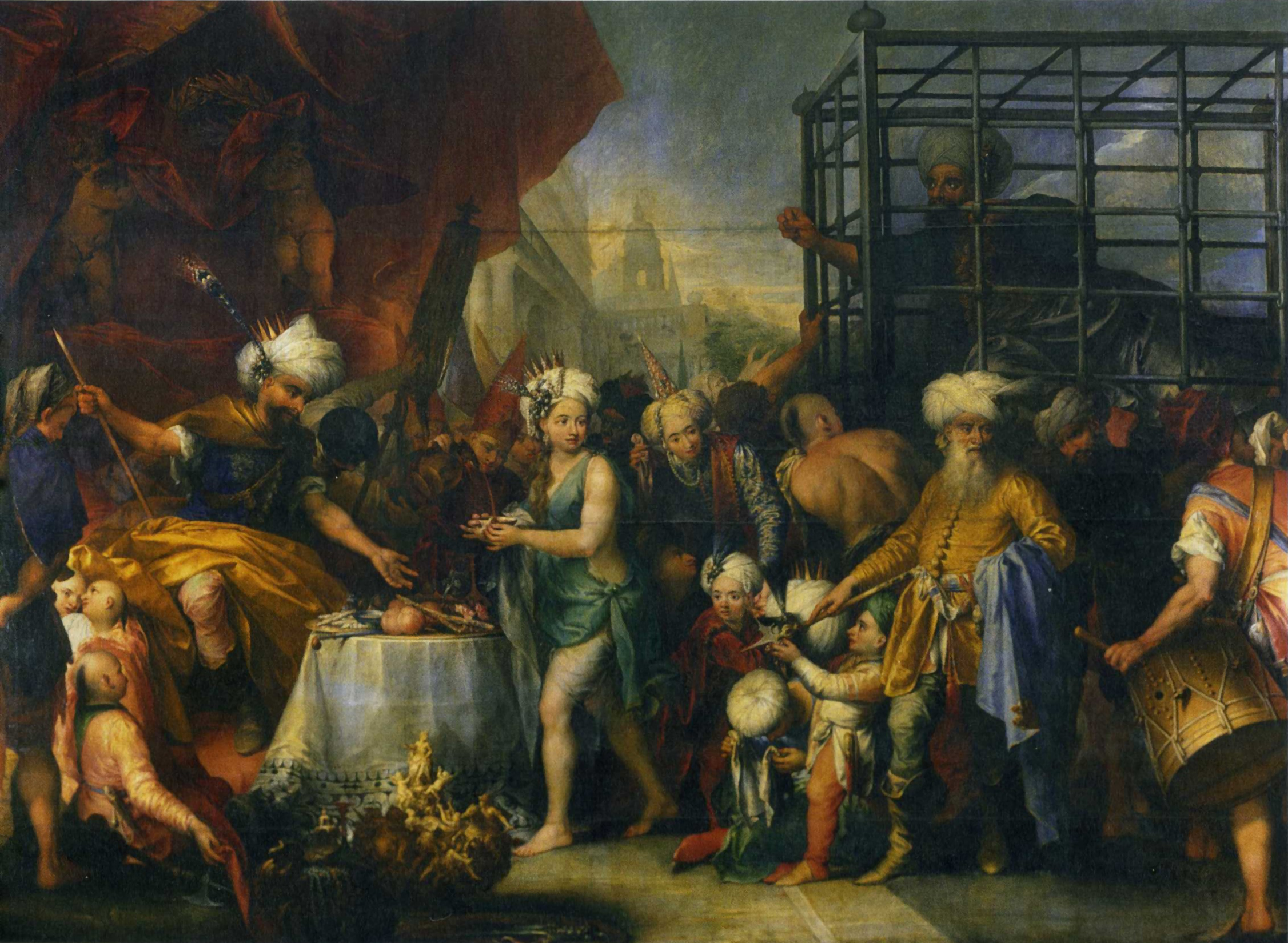
Tamburlaine e Bajazet (ca. 1700) de Andrea Celesti

Após conquistar a África e nomear a si mesmo imperador do continente, Tamburlaine se volta para Damasco, um alvo que coloca o rei egípcio, seu futuro sogro, diretamente no seu caminho. Zenocrate implora a Tamburlaine, ainda por se tornar seu marido, que poupe o pai dela. Ele acede, tornando o rei egípcio um consorte. Por fim, a primeira parte da peça termina com o casamento entre Tamburlaine e Zenocrate, coroada como imperatriz da Pérsia.
Na segunda parte da peça, Tamburlaine prepara os filhos para que se tornem conquistadores como ele e deem continuidade a seu legado. Porém, a vontade do filho mais velho, Califas, de permanecer ao lado da mãe em vez de arriscar-se em guerras acaba levantando a ira de Tamburlaine. Enquanto isso, o filho do prisioneiro e falecido Bajazet, Callapine, escapa das prisões de Tamburlaine e junta-se a um grupo de consortes do seu séquito, que planeja vingarem-se da morte de Bajazet. Callapine e Tamburlaine se encontram então em uma batalha da qual Tamburlaine sai vitorioso. Mas ao descobrir que Califas, seu próprio filho, se encontrava escondido durante a batalha Tamburlaine se encoleriza e o mata. Ele então força os reis derrotados a puxarem sua carruagem até o próximo campo de batalha, declarando:
Sus, pérolas mimadas da Ásia!
Mas o quê! Não conseguem percorrer
Senão apenas vinte milhas por dia?
Ao chegar à Babilônia, na qual encontra resistência, Tamburlaine manifesta uma série de atos de selvageria extravagante. Quando o governante da cidade tenta salvar-se em troca da chave dos cofres da cidade, Tamburlaine manda que o enforquem e o perfurem. Ordena, ainda, que todos os habitantes (homens, mulheres e crianças) sejam amarrados e lançados em um lago das proximidades. Finalmente, Tamburlaine ateia fogo em uma cópia do Alcorão e afirma ser ele maior que Deus. No ato final da peça, ele se adoenta mas ainda consegue derrotar mais um inimigo antes de morrer. Ele urge seus filhos a conquistarem o restante da Terra conforme ele falece.

## Princiais Personagens
Em ambas as partes:
- Tamburlaine – na parte 1 um pastor cita; na parte 2 um Rei da Pérsia
- Techelles – na parte 1 um seguidor de Tamburlaine; na parte 2 Rei de Fez
- Usumcasane – na parte 1 um seguidor de Tamburlaine; na parte 2 Rei de Marrocos
- Theridamas – na parte 1 um senhor persa, mais tarde um seguidor de Tamburlaine; na parte 2 Rei de Argel
- Zenocrate – filha do Sultão do Egito; na parte 2, esposa de Tamburlaine

## Publicação
A peça (dupla) foi inserida no Stationers' Register em 14 de agosto de 1590. Ambas as duas partes foram publicadas em um octavo,em letras góticas, naquele mesmo ano, por um editor de nome Richard Jones. Em razão disso, seu texto original é chamado de O1. Uma segunda edição foi igualmente publicada por Richard Jones em 1592 e uma terceira aparece em 1597, praticamente reimprimindo o texto original. As peças passaram a ser publicadas separadamente pelo livreiro Edward White, com a Parte 1 vindo em 1605 e a Parte 2, em 1606.
Muito embora Christopher Marlowe não seja nominalmente citado como autor da obra, estudiosos atribuem a ele baseando-se nas semelhanças de Tamburlaine com outras obras de Marlowe. Muitas de suas passagens prenunciam e ecoam vários de seus trabalhos documentados. Além disso, há evidente paralelo entre o desenvolvimento da personagem Tamburlaine e de inúmeras outras personagens na bibliografia de Marlowe. Em posse dessas evidências, estudiosos acreditam unanimimente que Christopher Marlowe foi o autor de Tamburlaine.

## Recepção da crítica
A influência de Tamburlaine no drama dos anos 1590 não pode ser ignorada. A peça ilustrou, e em muitos casos criou, figurinos teatrais típicos do teatro elisabetano: falas grandiloquentes, imagens embelezadas, expressões hiperbólicas, além de personagens fortes, consumidas por paixões avassaladoras. Os primeiros registros de comentários que se tem da peça, no entanto, são negativos. Há uma carta, escrita em 1587, relatando que uma criança havia sido acidentalmente assassinada pelo disparo de uma arma de fogo durante a apresentação de Tamburlaine. No ano seguinte, o dramaturgo Robert Greene, pretendendo atacar Marlowe, condena o que chama de "Tamburlaine ateísta" em sua epístola a Perimedes the Blacksmith. O público, por seu lado, respondeu à peça com grande entusiasmo, o que levou ao surgimento de inúmeros dramas de temática semelhante nos anos vindouros. A influência de Tamburlaine em muitas personagens dos dramas históricos de Shakespeare foi notada, entre outros, pelo poeta Algernon Swinburne. Stephen Greenblatt, biógrafo de Shakespeare, considera ser provável que Tamburlaine estivesse entre as primeiras peças de teatro que Shakespeare viu quando chegou a Londres, uma experiência que deve tê-lo inspirado em seus primeiros trabalhos, como no caso das três partes de Henry VI. 
Nos primeiros anos do século XVII, o estilo de Marlowe acabou saindo de moda. Em sua obra Timer, Ben Jonson condena o que chama de "Tamer-lanes e Tamer-chams da era passada, que nada tinham em si mesmos senão pavoneio cênico e fúria verborrágica para impressionar a audiência".
Críticos posteriores têm corroborado o esposado por Ben Jonson, afirmando que a linguagem e os eventos nas duas partes da peça de Marlowe tornam Tamburlaine pouco natural ou pouco convincente. Ainda assim, a peça foi considerada como o "espaço onde o temperamento enérgico do período encontra sua melhor expressão" (Long). Robert Fletcher anota que Marlowe "ganhou elevado grau de flexibilidade e de beleza ao evitar um arranjo [estilístico] pausado; ao assegurar uma variedade de sotaques e pausas; e ao conferir à sua linguagem condensação e sugestividade poética".
Em que pese a crítica anteriormente mencionada, em seu poema elegíaco a Shakespeare, Ben Jonson menciona os "poderosos versos de Marlowe", alegando que Shakespeare os havia superado. Mas se Shakespeare detém a fama de assim tê-lo feito, é Marlowe quem se considera como o gênio precursor do verso branco no teatro inglês.

## Temas
Tamburlaine geralmente é vista como parte do humanismo do período renascentista. As aspirações de poder da personagem de Tamburlaine levantam questões profundamente religiosas, uma vez que ele arroga a si o papel de "flagelo de Deus" (um epíteto originalmente atribuído a Atila, o Huno). Alguns têm ligado essa postura ao fato de que Marlowe pudesse ter sido um ateísta, conforme acusavam-no seus detratores.
Jeff Dailey observa em seu artigo "Christian Underscoring in Tamburlaine the Great, Part II" que o trabalho de Marlowe é um sucessor direto das tradicionais peças moralistas da Idade Média, e que, fosse um ateísta ou não, Marlowe apenas expressava os elementos religiosos de forma alegórica, sem fins militantes.

## Histórico de apresentação
A primeira parte de Tamburlaine foi apresentada pela companhia teatral Admiral's Men no final de 1587. Um dos mais populares atores do teatro elisabetano, Edward Alleyn, representou o papel de Tamburlaine, o que aparentemente se tornou um de seus papeis mais famosos. A popularidade da peça parece ter sido significativa, uma vez que Marlowe sentiu-se encorajado a compôr uma sequência. Além disso, há registros apontando que a peça foi encenada inúmeras vezes até a primeira metade da década seguinte.
Contudo, a estratificação da audiência londrina durante os primeiros anos do reinado de James VI acabou mudando o destino da peça. Audiências mais sofisticadas de espectadores dos teatros privados, como era o caso do Blackfriars e do Globe Theatre, achavam Tamburlaine uma relíquia de um período muito simplório. Autores passaram a satirizar o estilo de Marlowe durante esse tempo, e o dramaturgo John Marston o faz na entrada de sua peça de 1599 Antonio and Mellida. 

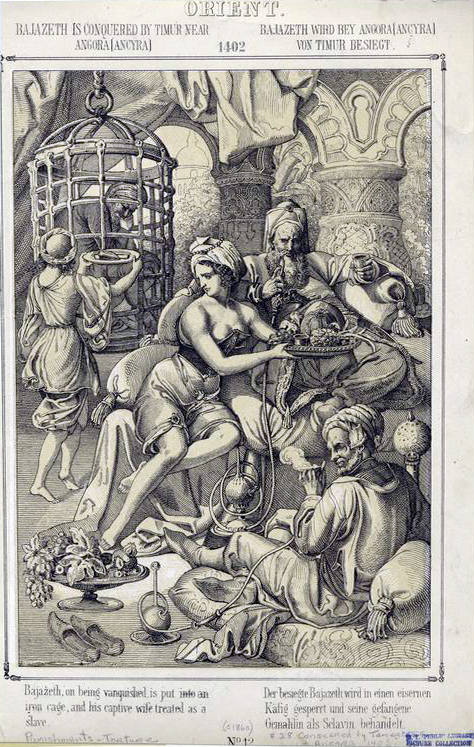
Bajazet preso, enquanto sua esposa cativa é tratada como escrava (1860) por Peter Johann Nepomuk Geiger

Embora seja provável que Tamburlaine tenha sido renovada nos grandes teatros da época, não há registros de sua montagem após 1595. A peça sofreu muito mais com a moda do que outros trabalhos de Marlowe, como Doctor Faustus ou O Judeu de Malta. Edward Philips em seu Theartrum Poetarum (1675) possui tal desconhecimento da peça que a atribui sua autoria a Thomas Newton. Um outro sinal de que a peça havia se perdido no tempo aparece com o dramaurgo Charles Saunders. Em 1681, ao compôr ele próprio uma peça a respeito de Tamburlaine, Saunders foi acusado de plagiar a peça de Marlowe, acusação que ele respondeu com surpresa:
"Eu nunca ouvi falar de nenhuma peça tratando sobre o mesmo tema senão a minha própria. Porém me disseram que há uma peça qualquer sob o nome de Scynthian Shepherd ou Tamburlaine the Great. Mas as livrarias de Londres ou mesmo os próprios atores [da minha peça] não puderam se lembrar dessa tal outra peça".
Após a Revolução Gloriosa de 1688, desenvolveu-se uma tradição de apresentar a peça em Dublin, na Irlanda, no aniversário do príncipe, e depois rei, William of Orange. Essa homenagem acabou em 1713, quando o governo baniu sua apresentação por causa de uma frase no prólogo dizendo "Não há paz sem a Espanha".
Em 1919, a Associação Dramática de Yale encenou uma combinação das duas parte de Tamburlaine. Um renascimento de ambas as partes em uma versão cortada foi igualmente apresentada no The Old Vic, em setembro de 1951, com Donald Wolfit no papel principal. No Stratford Shakespeare Festival de 1956, Tyrone Guthrie dirigiu uma versão das duas peças na qual estrelaram Donald Wolfit, William Shatner, Robert Christie e Louis Negin.
Avery Brooks atuou no papel principal em uma produção da peça para a Shakespeare Theatre Company. A peça foi montada de 28 de outubro de 2007 até 6 de janeiro de 2008 e foi dirigida por Michael Kahn.
Uma nova apresentação combinando as Partes 1 e 2 ("cortando a peça para cabê-la em três horas de palco, com meia-hora de intervalo") foi editada e dirigida por Michael Boyd e estreou no Polonsky Shakespeare Center, no Brooklyn, em Nova Iorque, em 16 de novembro de 2014.
Uma produção de Tamburlaine foi apresentada pela companhia teatral Lazarus no teatro Tristan Bates, entre 25 de agosto e 12 de setembro de 2015, em West End, Londres.
Em 1º de novembro de 2014, Tamburlaine estreou no Theatre for a New Audience. Nessa ocasião, a apresentação venceu o Obie Award de 2015 em razão da performance de John Douglas Thompson. A apresentação se encerrou em 14 de janeiro de 2015.
Em agosto de 2018, a Royal Shakespeare Company iniciou uma série de apresentações da peça em Stratford-upon-Avon, Inglaterra.
Embora a peça esteja sendo revivida periodicamente ao longo do tempo, os obstáculos à sua montagem, as necessidades de um grande elenco e de um ator capaz de apresentar-se no nível de dificuldade do papel principal, são obstáculos que impedem mais produções de Tamburlaine. Em certo grau, o espectador moderno ainda pode se fazer a pergunta de F.P. Wilson: "Quantos de nós podem se gabar de serem mais do que meros leitores de Tamburlaine"? 

### Controvérsia
Em novembro de 2005, uma montagem de Tamburlaine no Barbican Arts Center alterou a cena em que Tamburlaine queima o Alcorão e zomba do profeta Maomé. Em vez disso, a montagem achincalha livros que representam textos de todas as religiões. O diretor da montagem, David Farr, declarou que isso se deu para "deixar claro que essa alteração foi um dedo do meio para todo o sistema teológico, não um triunfo do cristianismo sobre a barbaridade turca".

Alguns comentaristas alegaram que as alterações daquela cena demonstram certo "politicamente correto" e cedem a apelos muçulmanos. O diretor nega veementemente, declarando:
Uma outra coisa deveria ficar evidente. Em nenhum momento de nossos ensaios, fomos pressionados pela comunidade islâmica. Isso nunca esteve em questão. Nunca recebemos nenhuma pressão do Young Vic ou do Barbican para mudar uma cena. Nunca eu, ao menos, recebi uma pressão externa de qualquer tipo. A decisão de defocar a peça de sua pantomima anti-islamismo para um épico existencial foi puramente com fins artísticos, o que eu defendo.